# Magyar Rádió Gyermekkórusa
A Magyar Rádió Gyermekkórusa a Magyar Rádió zenei együttesei közül a legfiatalabbakból, 10–16 éves diákokból áll. 1954-ben alakult.

## Története
A kórus alapítói Botka Valéria és Csányi László, akik 1954 és 1985 között irányították a kórus munkáját. Utánuk a feladatokat egy karnagy-hármas vette át: Reményi János Liszt-díjas az együttes művészeti vezetője, Igó Lenke és Thész Gabriella a karnagyok. 1995 óta a gyermekkórus művészeti vezetője Thész Gabriella; karnagytársa 1997-től 2009-ig Nemes László Norbert volt. Thész Gabriella nyugalomba vonulása után, 2012-től a kórus vezető karnagya dr. Matos László, társkarnagya Kabdebó Sándor lett. 2018-tól  Walter Judit vette át a kórus irányítását. 2019 februárjától Dinyés Soma lett a karvezető, Walter Judit azóta a betanítókarnagy szerepét töltötte be a kórus életében. Később, 2023 augusztusától Szűcs Magdalénát választották a felnőttek és a gyerekek, így ő lett a másodkarnagy.
A kórus Európa csaknem valamennyi országában fellépett, többször az Amerikai Egyesült Államokban, Japánban, Dél-Koreában és Taiwanon is járt. 1999 augusztusában a Salzburgi Ünnepi Játékokon, majd szeptemberében Gentben, a Flamand Fesztiválon bemutatták Philip Glass Korálszimfóniáját Dennis Russel Davies vezényletével. 2003 decemberében olaszországi karácsonyi turnéra indultak. 2004 áprilisában Firenzében jártak, majd májusában Stuttgartban vendégszerepeltek. Június 25-én Rómában közreműködtek, Berio Ofanim című kompozícióját előadva. 2008-ban Milánóban, majd Ausztriában, 2009-ben pedig az oroszországi Szentpéterváron jártak. 2018 májusában Erdélyben turnézott, 2019-ben Csehországba és Szlovákiába is eljutott a kórus.

## Ismert előadóművészek, akik korábban a Magyar Rádió Gyermekkórusának tagjai voltak
- Arany Tamás
- Babják Annamária
- Balog Tímea
- Baranski László
- Bartek Anna
- Bartos Erika
- Bereczki Zoltán
- Bódy Magdi
- Bot Gábor
- Buváry Lívia
- Csepregi Éva
- Eisler Annamária
- Eördögh Alexa
- Fábián Éva
- Fehér Adrienn
- Füredi Nikolett
- Gereben Zita
- Göczey Zsuzsa
- Herczku Annamária
- Kertész Erika
- Kincses Veronika
- Kocsák Tibor
- Kovács Eszti
- Kováts Kriszta
- Kozma Orsolya
- Kökényessy Ági
- Lukin Márta
- Magay Klementina
- Molnár András
- Murányi Eszter
- Nagy Kati
- Nádházy Péter
- Pál Éva
- Selényi Hédi
- Siménfalvy Ágota
- Szigeti Edit
- Szilas Imre
- Tunyogi Bernadett
- Várkonyi Mátyás
- Várszegi Éva
- Wittek Mária
- Würtz Klára

## Felvételi eljárás
A gyerekek hatéves korukban felvételizhetnek a kórusba. A több részből álló felvételin a zenei tudásuk és tehetségük mellett figyelembe veszik azt is, hogy a jelöltek milyen érettek, milyen a ritmusérzékük és állóképességük. A kórusba felvett gyerekek valamennyien a budapesti Kodály Zoltán Ének-Zenei általános Iskola, Gimnázium és Zeneiskola, Alapfokú Művészetoktatási Intézménybe járnak. Az iskolában a tanrendjük eltér az ismert órarendtől, követi a kórus rendhagyó időbeosztását, de a tantárgyi követelményeket természetesen teljesíteniük kell. Az iskolában emelt szintű ének-zeneoktatásban részesülnek, heti 3–4 énekórával, kötelező hangszertanulással. Ehhez adódik hozzá heti kb. nyolc óra énekkari próba – olykor hétvégén is –, valamint a szereplések.

## Diszkográfia
- Kodály Zoltán: Vegyeskari Művek – A Magyar Rádió és Televízió Énekkara, Magyar Rádió és Televízió Gyermekkara – Qualiton (1959)
- Children Chorus Of The Hungarian Radio And Television – Qualiton, LPX 5012 (1963)
- Franz Xaver Süßmayr: Das Namenfest / Giovanni Paisiello: Cantata Comica – Children Chorus And Orchestra Of The Hungarian Radio And Television, Budapest Madrigal Singers, And Hungarian State Orchestra – Qualiton (1967)
- Bárdos Lajos művei (Choral Works) – Melis György, Zsuzsa Németh, Female And Children's Chorus of The Hungarian Radio and Televison, Male Chorus Of The Hungarian Peoples Army, Ferenc Sapszon, László Csányi, István Kis – Hungaroton, LPX 11538 (1971)
- Harsan a kürtszó (Úttörődalok) – Hungaroton, SLPX 15050 (1976)
- A Magyar Rádió Gyermekkórusa, vezényel Botka Valéria és Csányi László (Hungarian Radio Children's Choir, Valéria Botka, László Csányi) – Hungaroton, SLPX 12163 (1980)
- European Nations' Children's Songs (Hungarian Radio And Television Children's Chorus, László Csányi) – Hungaroton, SLPD 12717-8 (1985)
- A Magyar Rádió és Televízió Gyermekkórusa – Radioton, SLPX 31128 (1988)
- Children's Choruses For You No. 1. – Bárdos Lajos Kórusiskola Alapítvány, BLKA CD 001 (1991)
- Zoltán Kodály: Psalmus Hungaricus – Missa Brevis 991950137389, 47378-2 (1998)
- Zoltán Kodály: Choral Works – Budapest,  Music Center Records, BMC CD 144 (2008)
- Zoltán Kodály / MR Szimfónikusok, MR Énekkar, MR Gyermekkórus, Fischer Ádám – Kodály Zoltán – Kossuth Kiadó, MTVA (2011)
- Rezső Sugár: Savonarola – Hungaroton Classic, HCD12518
- Kodály Zoltán – Op. 13 Psalmus Hungaricus – Hungaroton
- Kinyilott a pitypang (Magyar Rádió Gyermekkara, MHV Kisegyüttes) – Colorvox, ML. 60-62/621. (1962)
- Bárdos Lajos–Szokolay Sándor: Kossuth Lajos Táborában / Ping-pong Kánon – Qualiton, SP/F. 162 (1962)
- Concerts In Nyírbátor – Hungaroton, SEP 21756 (1963)
- Csillebérc / Tábortűzdal – Magyar Hanglemezgyártó Vállalat (M.H.V.), KR 862 (1982)
- Wolfgang Amadeus Mozart: Bűvös csengettyű – Colorvox, ML. 157-15/643
- Karácsonyi gyermekdalok (Magyar Rádió és Televízió Gyermekkara, Botka Valéria) – Qualiton, SP 157
- 50 éves a Magyar Rádió Gyermekkórusa (1955-2005) – Magyar Rádió, MR 071 (2005)
- Kiskarácsony / Ez az égő / Nosza, nosza – Colorvox, (1962)

## Díjai, elismerései
Magyar Rádió Gyermekkórusát és vezetőit – magas színvonalú művészi munkájuk elismeréseképpen – 2005-ben Bartók–Pásztory-díjjal tüntették ki. 2010-ben a Magyar Rádió Gyermekkórusát a három Prima díjas egyikeként Prima Primissima díjra jelölték a Magyar Zeneművészet kategóriában.